# Nougat de Sault
Le nougat de Sault est une production traditionnelle du plateau d'Albion en Haute-Provence.

## Caractéristiques
Ce nougat est élaboré à base de blancs d'œufs battus en neige, de miel de lavande et d'amandes récoltées entre le Mont Ventoux et la Montagne de Lure. Il est présenté en blanc et en noir entre deux plaques de pain azyme. Pour fabriquer 120 kilos de nougat, il faut 40 kilos d'amandes, 40 kilos de miel de lavande, 25 kilos de sucre, 15 kilos de glucose, 700 grammes de blanc d'œuf, une cuillère de sirop de vanille 

## Fabrication

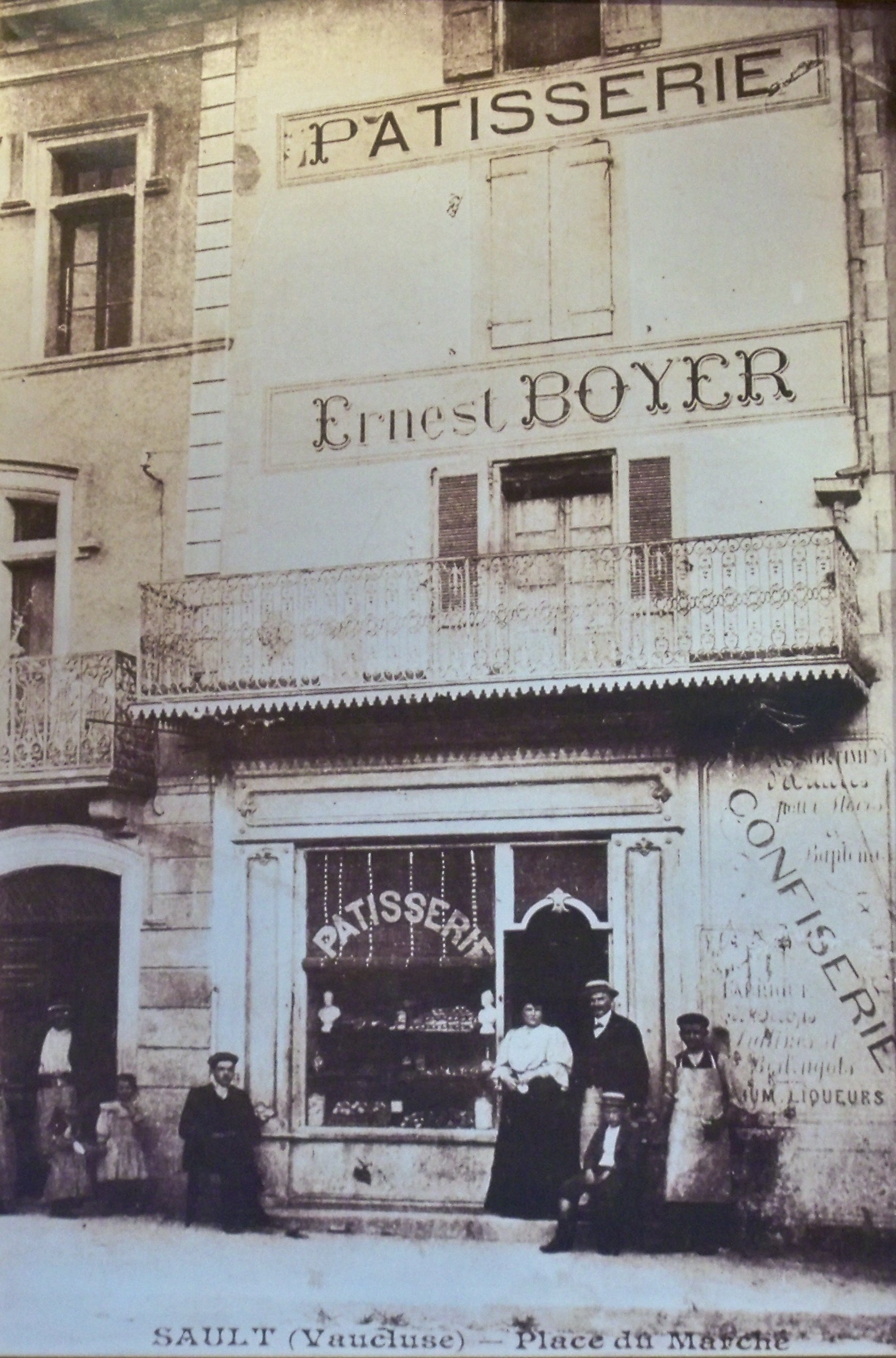
Facade du nougatier Boyer de Sault (Vaucluse), au début du XXe siècle

Son élaboration peut être de type familial ou artisanal. Celle-ci est perpétuée, depuis 1887, par la Maison Boyer de Sault, qui commercialise aussi des macarons et des fruits confits.

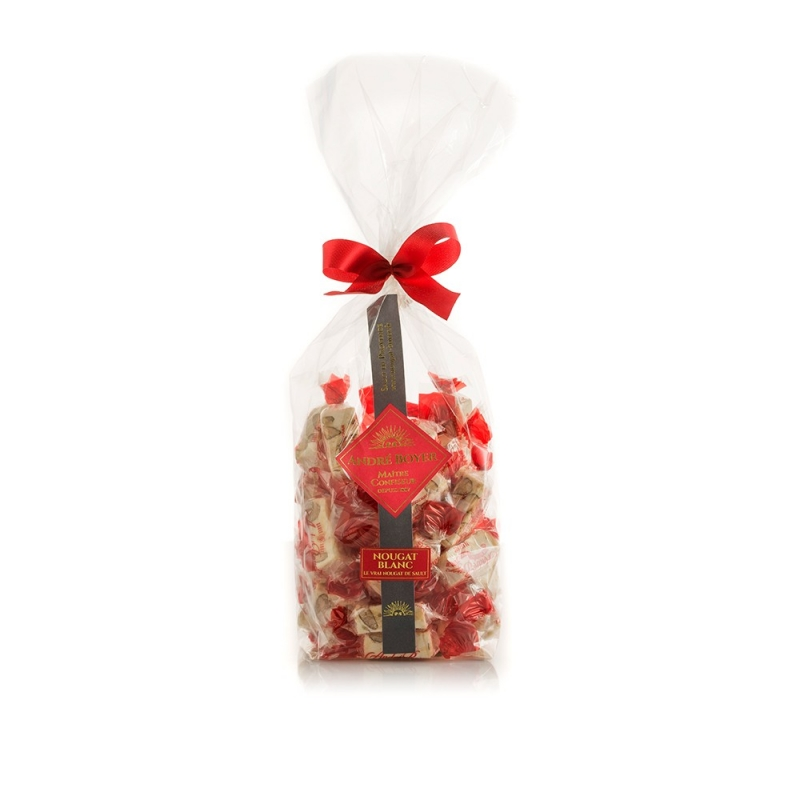
Nougat André Boyer
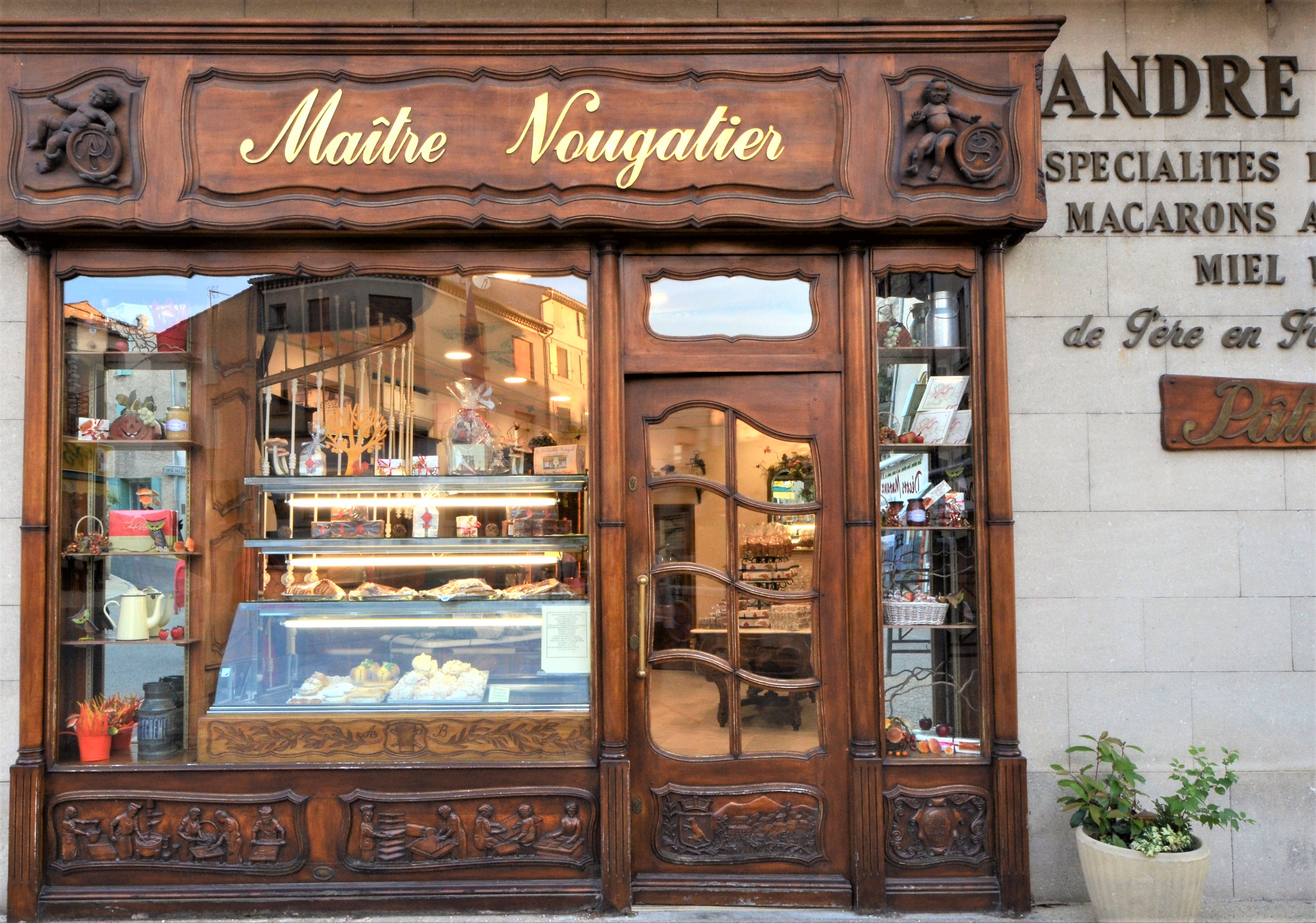
Façade Maison André Boyer
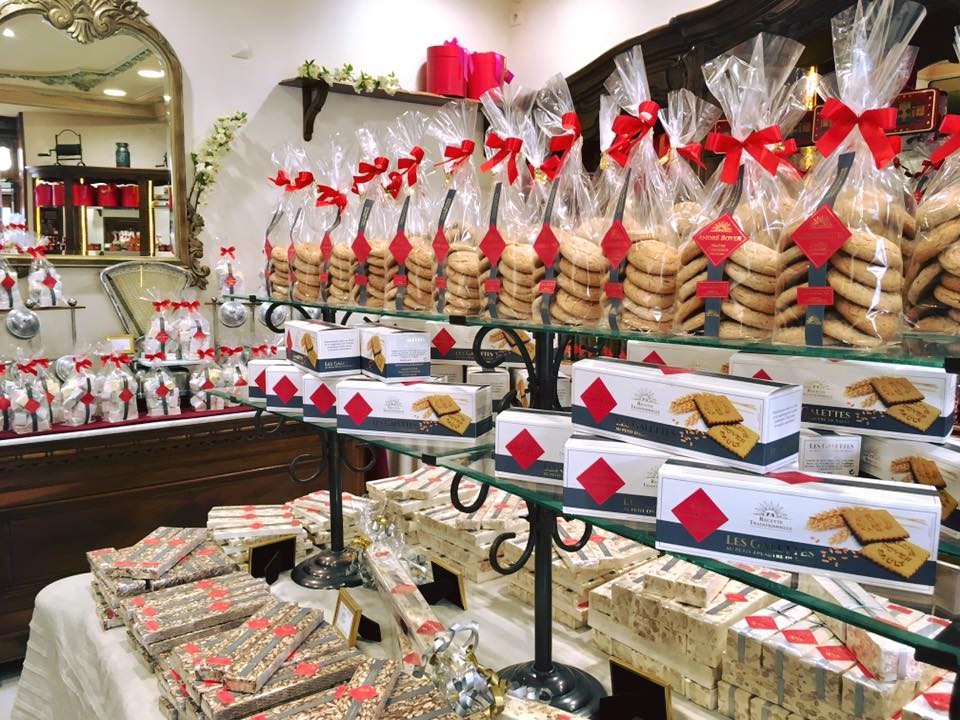
Intérieur magasin André Boyer
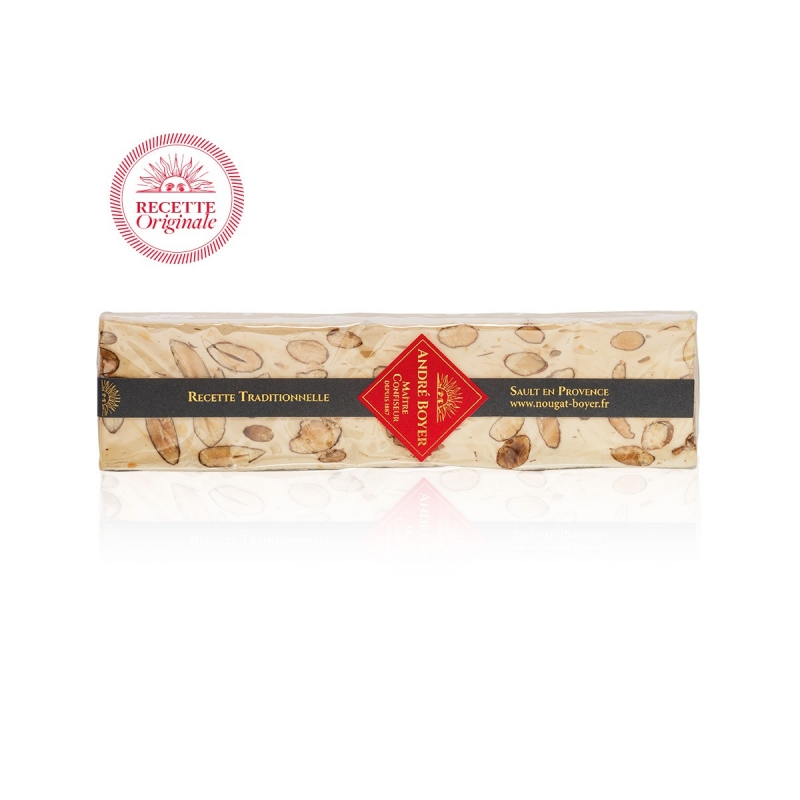
Nougat Blanc André Boyer